# جان الویسی
جان الویسی (انگلیسی: John Aloisi؛ زادهٔ ۵ فوریهٔ ۱۹۷۶) یک بازیکن فوتبال، و مربی (ورزش) اهل استرالیا است.
وی همچنین در تیم ملی فوتبال استرالیا بازی کرده‌است.